# Alexander von Dalwigk zu Lichtenfels
Alexander Friedrich Emil Gustav Freiherr von Dalwigk zu Lichtenfels (* 6. Januar 1860 in Oldenburg; † 9. Dezember 1941 in Witzenhausen) war Landrat des Landkreises Hünfeld und Mitglied des Provinziallandtages der Provinz Hessen-Nassau.

## Leben

### Herkunft und Familie
Alexander Freiherr von Dalwigk zu Lichtenfels entstammte dem hessischen Uradelsgeschlecht derer von Dalwigk. Er war ein Sohn des Großherzoglich Oldenburgischen Oberhofmarschalls Reinhard von Dalwigk zu Lichtenfels und dessen Ehefrau Eugenie geb. von Wachholtz. Am 4. Mai 1894 heiratete Alexander in Wehrda Sophie geb. von Stein zu Nord- und Ostheim (1868–1937).

### Wirken
Nach einem Studium der Rechtswissenschaften wurde er im Dezember 1881 Gerichtsreferendar beim Oberlandesgericht Celle, wechselte 1883 als Regierungsreferendar in die Landdrostei Hildesheim und absolvierte im November 1886 sein zweites juristisches Staatsexamen. Bevor er im März 1889 mit der kommissarischen Leitung der Verwaltung des Landkreises Hünfeld beauftragt wurde, war er als Regierungsassessor am Regierungsbezirk Stettin beschäftigt. Am 5. März 1890 wurde er definitiv Landrat in Hünfeld. Dieses Amt übte er bis zu seinem Wechsel als Landrat in Naumburg an der Saale im Jahre 1898 aus. Dort blieb er bis 1905, als er Polizeipräsident in Kassel wurde und diese Funktion bis zur Verabschiedung in den Ruhestand im Januar 1920 innehatte.
1897 erhielt er ein Mandat für den Kurhessischen Kommunallandtag des Regierungsbezirks Kassel, aus dessen Mitte er zum Abgeordneten des Provinziallandtages der preußischen Provinz Hessen-Nassau bestimmt wurde.